# Pograđe
Pogragjë en albanais et Pograđe en serbe latin (en serbe cyrillique : Пограђе) est une localité du Kosovo située dans la commune/municipalité de Klinë/Klina et dans le district de Pejë/Peć. Selon le recensement kosovar de 2011, elle compte 366 habitants, tous albanais.
Le village est également connu sous le nom albanais de Pograxhë.

## Histoire
La Haute église du village a été construite au XVIe siècle et la Basse église, dédiée à saint Côme et saint Damien, dans la seconde moitié du même siècle ; en raison de leur valeur patrimoniale, elles sont toutes deux inscrites sur la liste des monuments culturels d'importance exceptionnelle de la république de Serbie ; elles figurent aussi sur la liste des monuments culturels du Kosovo.

## Démographie

### Évolution historique de la population dans la localité
| 1948 | 1953 | 1961 | 1971 | 1981 | 1991 | 2011 |
| ---- | ---- | ---- | ---- | ---- | ---- | ---- |
| 228  | 307  | 450  | 522  | 569  | 724  | 366  |

|  |